# Dagda (novads)
Pour les articles homonymes, voir Dagda (homonymie).
Dagda est une ancienne novads de Lettonie, située dans la région de Latgale. Créée en 2009, elle est supprimée en 2021 et fusionnée dans la municipalité de Kraslava.

## Historique
La municipalité de Dagdas (en letton Dagdas novads), est créée en 2009 dans le cadre de la réforme du district de Kraslava. Elle se compose d'une ville, Dagda, chef-lieu, et de 10 pagasts, Andrupene, Andzeli, Asune, Bērziniai, Dagda, Ezernieki, Konstantinava, Kepova, Svariniai et Šiaunė. En 2020, elle compte 6 549 habitants.
Après la réforme administrative et territoriale de 2021, elle est supprimée et fusionnée dans la nouvelle municipalité de Kraslava.